# Avi Wigderson
Avi Wigderson (9 de septiembre de 1956; en hebreo: אבי ויגדרזון‎) es un matemático e informático teórico israelí, profesor del Instituto de Estudios Avanzados de Princeton en Princeton, Estados Unidos. Sus temas de investigación incluyen la complejidad computacional, programación paralela, teoría de grafos, criptografía, computación distribuida y redes neuronales.

## Biografía
Wigderson hizo sus estudios de pregrado en el Technion en Haifa, Israel, graduándose en 1980, y realizó sus estudios de posgrado en la Universidad de Princeton. Recibió su doctorado en 1983 por su trabajo en complejidad computacional, bajo la supervisión de Richard Lipton. Luego de trabajar brevemente en la Universidad de California, Berkeley, el IBM Almaden Research Center en San José y el Mathematical Sciences Research Institute en Berkeley, ingresó a la Universidad Hebrea de Jerusalén en 1986. En 1999 también tomó un puesto en el Instituto de Estudios Avanzados de Princeton, dejando en 2003 su puesto en la Universidad Hebrea para dedicarse a tiempo completo a su trabajo en el Instituto estadounidense.

## Premios y honores
Wigderson recibió el Premio Nevanlinna en 1994 por su trabajo en complejidad computacional. Junto con Omer Reingold y Salil Vadhan ganó en 2009 el Premio Gödel por su trabajo en el producto zig-zag de grafos, un método de combinación de grafos muy pequeños para la producción de otros más grandes, utilizado en la construcción de grafos expandidos. En 2021, obtuvo el premio Abel, junto con László Lovász, por «sus contribuciones fundamentales a la informática teórica y las matemáticas discretas, así como su destacado papel para convertirlas en campos centrales de las matemáticas modernas».